# Cleistocactus chrysocephalus
Cleistocactus chrysocephalus là một loài thực vật có hoa trong họ Cactaceae. Loài này được (F.Ritter) Mottram mô tả khoa học đầu tiên năm 2002.